# Onthophagus sunantaae
Onthophagus sunantaae é uma espécie de inseto do género Onthophagus, família Scarabaeidae, ordem Coleoptera.
Foi descrita cientificamente por Masumoto em 1989.